# Investigación y Ciencia
Investigación y Ciencia fue, desde su fundación en 1976 hasta su desaparición en 2023, la versión española de la revista norteamericana Scientific American, fundada en 1845. Era una publicación científica, mensual, producida por la empresa Prensa Científica, S. A. y distribuida por Logista, S. A.

## Finalidad
El principal cometido de Investigación y Ciencia es dar a conocer investigaciones y estudios de todas las ramas de la ciencia, siempre que estén aprobados por la comunidad científica, divulgar el desarrollo de la ciencia y ayudar a los lectores a adentrarse en la complejidad del conocimiento científico. Para ello, la revista utiliza un lenguaje depurado y accesible e infografía .

## Historia
Investigación y Ciencia nace en 1976 con el objetivo de hacer llegar al lector español las páginas en castellano de Scientific American y aprovechar esta entrega para divulgar la investigación científica española e hispanoamericana. 
La revista ha tenido únicamente dos directores de edición, sin embargo, la revista evoluciona con el tiempo a la par que Scientific American. Durante su trayectoria se han ido incorporando nuevas secciones, se ha ido modificando el diseño, se han incluido ediciones digitales, etc. Los artículos ahora son más breves e ilustrados que en su nacimiento. De igual modo, la portada y la maqueta han presentado diversas modificaciones para modernizar la revista.
El último número publicado fue el 556, correspondiente a enero de 2023, según la editorial debido al «empeoramiento de las condiciones económicas».

## Difusión y audiencia
Durante el tiempo en el que se distribuía la revista en formato papel, tenía una tirada de 29.000 ejemplares. La difusión controlada por Oficina de Justificación de la Difusión era de 18.582 ejemplares y la audiencia de 125.000 lectores.

## Contenido
Investigación y Ciencia incluía todos los contenidos de Scientific American, excepto aquellos puramente de ámbito local. No obstante, también, en cada número se incluían artículos y secciones originales escritos por investigadores de España e Iberoamerica. 
La publicación contaba con 96 páginas sin incluir la portada y la contraportada.
En lo que respecta al contenido, la revista contenía once secciones fijas y numerosos artículos que trataban de diversos temas relacionados con la ciencia, desde matemáticas hasta geología, pasando por física y neurociencia.
Los artículos se caracterizaban por contener entre tres y ocho páginas dedicadas a un tema en profundidad con una ilustración al comienzo del mismo, junto con el titular y el nombre del autor y su retrato. Dentro del artículo, se utilizaban diversos recursos infográficos, esquemas o imágenes para ilustrar la información.
Las secciones de la revista eran las siguientes:
| Cartas de los lectores                           | Se trata de una página dedicada a las preguntas de lectores tanto españoles como americanos con sus respectivas respuestas por parte de los investigadores. |
| Apuntes                                          | Sección que abarca diversas dimensiones de la ciencia en general, de forma breve. |
| Agenda                                           | Consiste en un pequeño apartado situado a la derecha de la página que contiene conferencias, exposiciones y jornadas que se celebran el mismo mes de la publicación de la revista en diversas ciudades de España relacionadas con la ciencia.                      |
| Panorama                                         | Es la sección más extensa de la revista. Abarca diversos campos de la ciencia de una forma profunda. |
| De cerca                                         | Este apartado se centra en problemas más cercanos a nosotros como temas referidos a la salud, a la contaminación o a otros seres vivos. |
| Historia de la ciencia o Filosofía de la ciencia | Esta sección, si se trata de historia, se centra tanto en los científicos como en la ciencia a través de un recorrido histórico sobre temas diversos; mientras que si se trata de filosofía se centra en filosofar sobre la ciencia o en la rama del mismo nombre. |
| Foro científico                                  | Este apartado debate diversos temas, mostrando los diferentes puntos de vista de los científicos al respecto apoyándose en los estudios realizados por los mismos.                                                                                                 |
| Curiosidades de la física                        | Como el mismo nombre indica, se trata de datos curiosos sobre los diversos campos de la ciencia. |
| Juegos matemáticos                               | Esta sección presenta diversos artículos dedicados a la reflexión y a la solución de algún problema matemático, siempre implicando al lector en el artículo. |
| Libros                                           | En este apartado, se recomiendan diversos libros que tratan de ciencia que podrían interesar a los lectores. |
| Hace                                             | Se trata de una página dedicada a mostrar una serie de artículos extraídos de la misma revista de los dos últimos siglos (1800 y 1900). |